# Mostra de Venise 1964

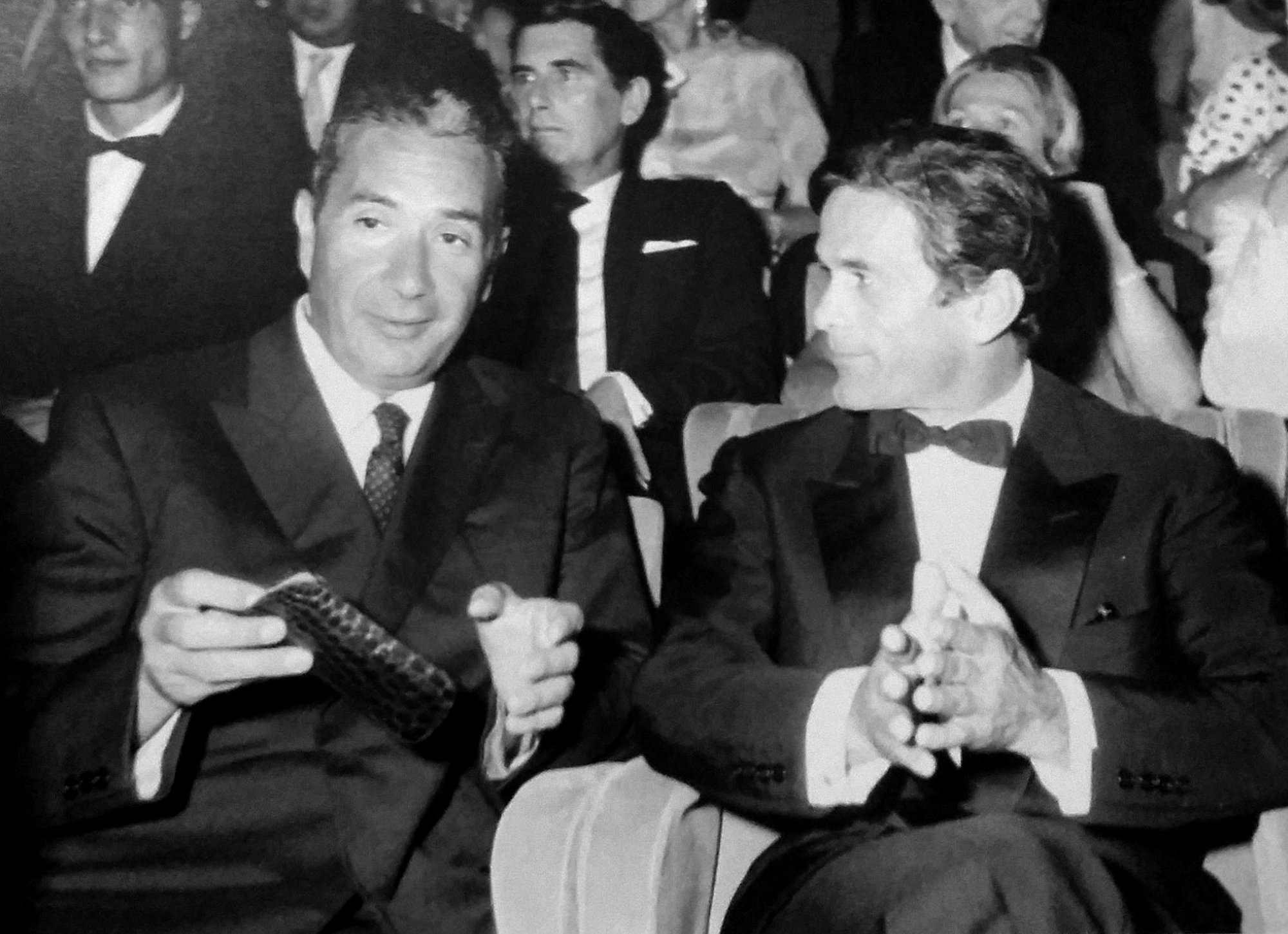
Aldo Moro et Pier Paolo Pasolini à la Mostra de Venise 1964.

La Mostra de Venise 1964 s'est déroulée du 27 août au 10 septembre 1964.

## Jury
- Mario Soldati (président, Italie), Rudolf Arnheim (É.-U.), Ove Brussendorf (Danemark), Thorold Dickinson (Grande-Bretagne), Riccardo Munož Suay (Espagne), Georges Sadoul (France), Jerzy Toeplitz (Pologne).

## Palmarès
- Lion d'or pour le meilleur film : Le Désert rouge (Il Deserto rosso) de Michelangelo Antonioni
- Coupe Volpi de la meilleure interprétation masculine : Tom Courtenay pour Pour l'exemple (King & Country) de Joseph Losey
- Coupe Volpi de la meilleure interprétation féminine : Harriet Andersson pour Aimer (Att älska) de Jörn Donner